# ТВ мрежа (филм)
ТВ мрежа (енгл. Network) је америчка филмска драма са елементима сатире из 1976. године, о измишљеној телевизијској мрежи УБС и њеној борби са лошом гледаношћу. Филм је режирао Сидни Лумет. У филму играју Феј Данавеј, Вилијам Холден, Питер Финч и Роберт Дувал, а глуме још и Весли Еди, Нед Бити и Беатрис Стрејт.

## Радња
Филм почиње тако што дугогодишњи водитељ „Вечерњих вести” УБС-а, фиктивне ТВ мреже, Хауард Бил (Питер Финч), сазнаје да ће бити отпуштен због ниске гледаности његовог програма. Следећег дана, Бил изјављује на телевизији уживо да ће се убити током свог последњег емитовања. Одмах након ове изјаве, руководство канала отпушта Била, али на захтев уредника канала и Биловог најбољег пријатеља Макса Шумахера (Вилијам Холден), дозвољава му да води последњи програм, укључујући и да се Бил извини гледаоцима. Уместо тога, Бил држи говор уживо о томе како је живот бесмислен и непристојно псује. Захваљујући овом скандалу, рејтинг програма нагло скаче, а руководство УБС-а одлучује да зарад рејтинга Била треба оставити у етру. Шумахер се противи овој одлуци, али остаје у мањини.
Бил постепено губи разум, његови програми су бесни. Током једне епизоде, Бил бесно вришти „Бесан сам као рис и нећу више ово да трпим!” (енгл. I'm as mad as hell, and I'm not going to take this anymore!) и подстиче све гледаоце да узвикују ову фразу. Људи широм земље се нагињу кроз прозоре и вичу исто. УБС креира „Хауард Бил Шоу”, позиционирајући Била као „лудог пророка”. Емисија одмах постаје најпопуларнији програм.
Још једна прича је прича о томе како се новинарка Дајана Кристенсен (Феј Данавеј) пење на лествици каријере. На почетку филма заузима место продуцента забавног блока програма, али постепено преузима и блок вести. Да би то урадила, она, између осталог, вади прави досије о пљачки банке и започиње аферу са Максом Шумахером. Због Дајане, Шумахер напушта супругу (Беатрис Стрејт), са којом је живео цео живот.
Бил случајно сазнаје за предстојеће преузимање УБС-а од стране саудијског конгломерата. У предстојећем програму, он испоручује емотивну тираду против обе корпорације и позива гледаоце да преплаве Белу кућу текстом „Бесан сам као рис и нећу више ово да трпим!“ Да би спречили спајање, шеф УБС-а Артур Џенсен (Нед Бити) позива Била код себе и држи дугачак говор о томе како новац влада светом, позивајући га да одбије такве говоре. Бил мења реторику својих говора, говорећи о смрти демократије и деперсонализацији човека. Истовремено, рејтинг програма пада јер гледаоци желе забаву, а не депресивне проповеди.
Колапс рејтинга постаје очигледан, а да би последњи пут подигла рејтинг, Дајана Кристенсен нуди да убије Била у етру током његове следеће проповеди. Да би то урадио, Кристенсен преговара са левичарском терористичком групом, заузврат обећавајући њеном вођи сопствену емисију на УБС-у, глас Мао Цедунга. Током емитовања, терористи пуцају на Била. Филм се завршава коментаром у гласу: „Хауард Бил је био прва особа која је убијена због ниског рејтинга”.

## Улоге
| Глумац         | Улога             |
| -------------- | ----------------- |
| Феј Данавеј    | Дајана Кристенсен |
| Вилијам Холден | Макс Шумахер      |
| Питер Финч     | Хауард Бил        |
| Роберт Дувал   | Френк Хакет       |
| Весли Ади      | Нелсон Чејни      |
| Нед Бејти      | Артур Џенсен      |
| Џордан Чарни   | Хари Хантер       |
| Кончата Ферел  | Барбара Шлезингер |
| Дарил Хикман   | Би Херон          |
| Беатрис Стрејт | Луиза Шумахер     |